# Novo Horizonte (Bahia)
Novo Horizonte is een gemeente in de Braziliaanse deelstaat Bahia. De gemeente telt 11.092 inwoners (schatting 2009).